# Marin Sais
Marin Sais (San Rafael, 2 agosto 1890 – Los Angeles, 31 dicembre 1971) è stata un'attrice statunitense del cinema muto.
Fu, negli anni dieci, uno dei nomi di punta della casa di produzione Kalem Company.

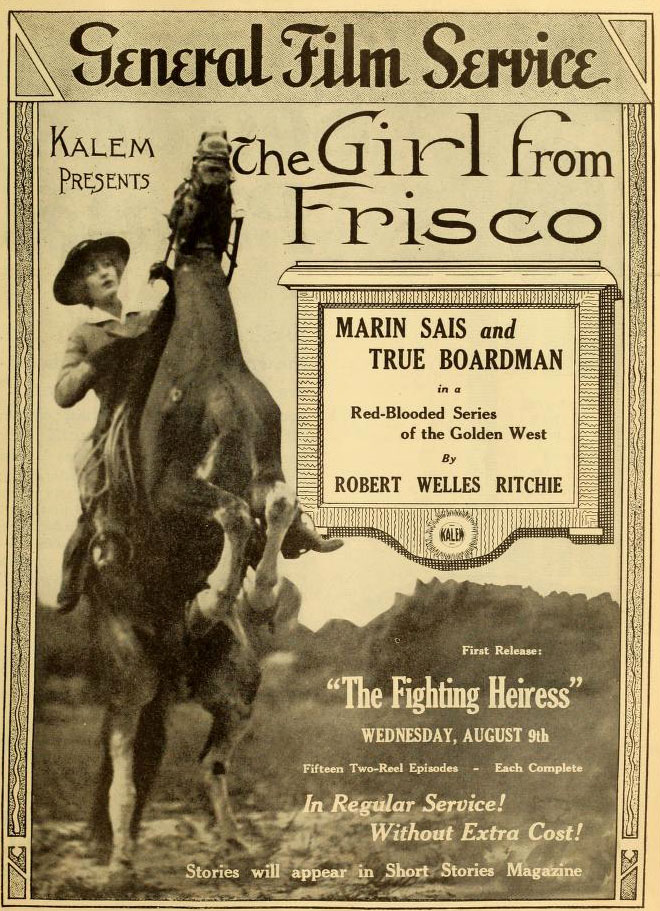
The Girl from Frisco (1916)

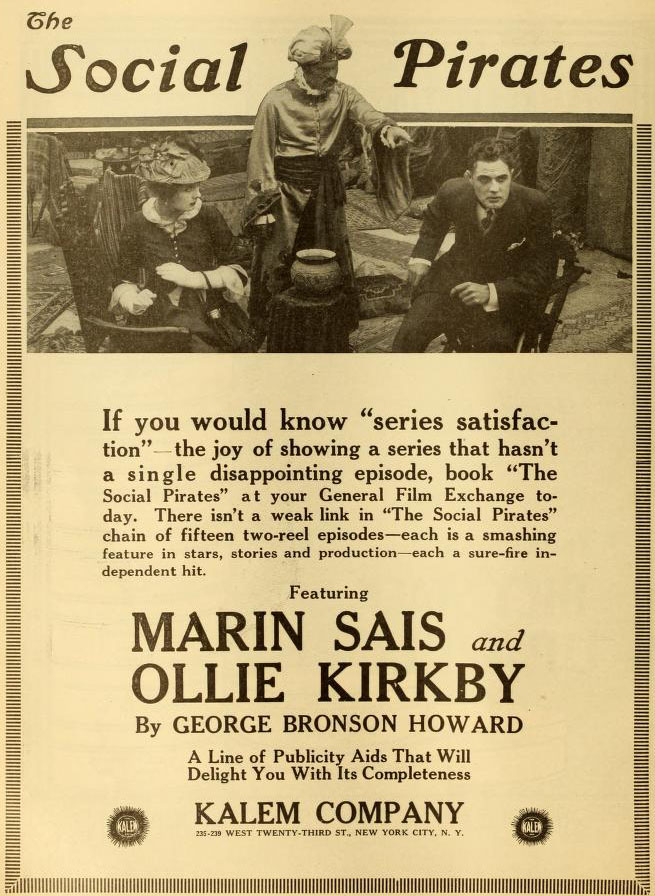
The Social Pirates (1916)

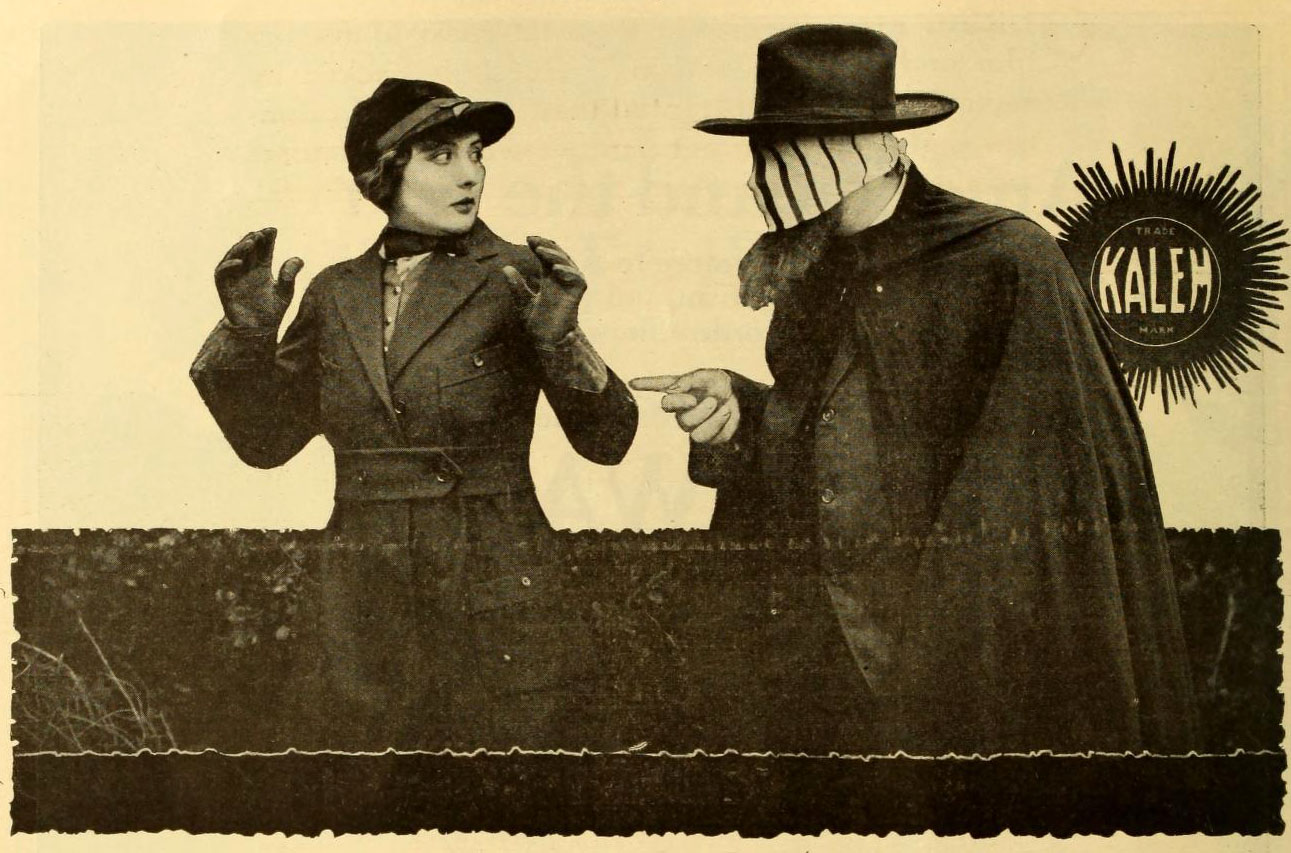
The Black Rider of Tasajara (1917)

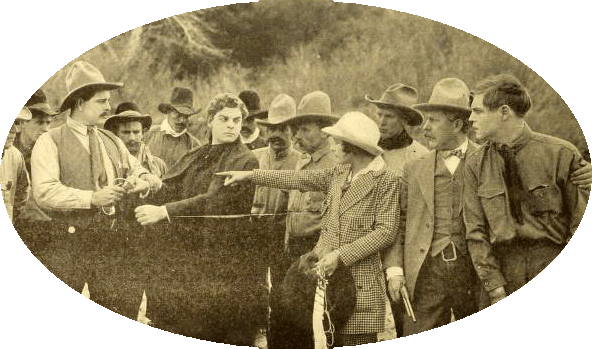
The American Girl (1917)

## Filmografia

### 1910
- Twelfth Night, regia di Eugene Mullin e Charles Kent – cortometraggio (1910)

### 1911
- The Ranger's Stratagem, regia di Pat Hartigan – cortometraggio (1911)
- Mesquite's Gratitude, regia di Pat Hartigan – cortometraggio (1911)
- How Texas Got Left – cortometraggio (1911)
- He Who Laughs Last, regia di Pat Hartigan – cortometraggio (1911)
- The 'Revenue' and the Girl, regia di Pat Hartigan – cortometraggio (1911)

### 1912
- Accidents Will Happen, regia di Pat Hartigan – cortometraggio (1912)
- Walk, -- You, Walk!, regia di Pat Hartigan – cortometraggio (1912)
- The Swimming Party, regia di Pat Hartigan – cortometraggio (1912)
- The Tenderfoot's Troubles, regia di P.C. Hartigan – cortometraggio (1912)
- The Kidnapped Conductor, regia di Pat Hartigan – cortometraggio (1912)
- The Girl Bandit's Hoodoo, regia di Pat Hartigan – cortometraggio (1912)
- The Mine Swindler, regia di Pat Hartigan – cortometraggio (1912)
- The Beauty Parlor of Stone Gulch, regia di Pat Hartigan – cortometraggio (1912)
- Dr. Skinnem's Wonderful Invention, regia di Pat Hartigan – cortometraggio (1912)
- In Peril of Their Lives, regia di Pat Hartigan – cortometraggio (1912)
- Paying the Board Bill, regia di Pat Hartigan – cortometraggio (1912)
- Death Valley Scotty's Mine, regia di Pat Hartigan – cortometraggio (1912)
- Pat the Soothsayer, regia di Pat Hartigan – cortometraggio (1912)
- The Pony Express Girl, regia di Pat Hartigan – cortometraggio (1912)
- Days of '49, regia di George Melford – cortometraggio (1912)
- The Bachelor's Bride, regia di Pat Hartigan – cortometraggio (1912)
- I Saw Him First, regia di Pat Hartigan – cortometraggio (1912)
- The Chaperon Gets a Ducking, regia di Pat Hartigan – cortometraggio (1912)
- Something Wrong with Bessie, regia di Pat Hartigan – cortometraggio (1912)
- Brave Old Bill, regia di Pat Hartigan – cortometraggio (1912)

### 1913
- Red Sweeney's Mistake, regia di George Melford – cortometraggio (1913)
- The Boomerang, regia di George Melford – cortometraggio (1913)
- The Last Blockhouse, regia di George Melford – cortometraggio (1913)
- The Buckskin Coat, regia di George Melford – cortometraggio (1913)
- The Redemption, regia di George Melford – cortometraggio (1913)
- The Mountain Witch, regia di George Melford – cortometraggio (1913)
- The Honor System, regia di George Melford – cortometraggio (1913)
- The Attack at Rocky Pass, regia di George Melford – cortometraggio (1913)
- The California Oil Crooks, regia di George Melford – cortometraggio (1913)
- The Cheyenne Massacre, regia di George Melford – cortometraggio (1913)
- The Poet and the Soldier, regia di George Melford – cortometraggio (1913)
- The Battle for Freedom, regia di George Melford – cortometraggio (1913)
- The Circle of Fate, regia di George Melford – cortometraggio (1913)
- The Bandit's Child, regia di J.P. McGowan – cortometraggio (1913)
- The Scheme of Shiftless Sam Smith, regia di Pat Hartigan – cortometraggio (1913)
- On the Brink of Ruin, regia di George Melford – cortometraggio (1913)
- The Struggle, regia di George Melford – cortometraggio (1913)
- The Fight at Grizzly Gulch, regia di George Melford – cortometraggio (1913)
- The Girl and the Gangster – cortometraggio (1913)
- Intemperance, regia di George Melford – cortometraggio (1913)
- The Skeleton in the Closet, regia di George Melford – cortometraggio (1913)
- The Invaders, regia di George Melford – cortometraggio (1913)
- Trooper Billy, regia di George Melford – cortometraggio (1913)
- The Man Who Vanished, regia di George Melford – cortometraggio (1913)
- The Chinese Death Thorn, regia di George H. Melford – cortometraggio (1913)
- The Big Horn Massacre, regia di George Melford – cortometraggio (1913)

### 1914
- Trapped – cortometraggio (1914)
- The Shadow of Guilt – cortometraggio (1914)
- The District Attorney's Duty – cortometraggio (1914)
- The Boer War, regia di George Melford (1914)
- The Death Sign at High Noon – cortometraggio (1914)
- The Master Rogue, regia di George Melford – cortometraggio (1914)
- The Barrier of Ignorance, regia di George Melford – cortometraggio (1914)
- The Quicksands, regia di George Melford – cortometraggio (1914)
- Shannon of the Sixth, regia di George Melford (1914)
- The Chief of Police, regia di George Melford – cortometraggio (1914)
- The Rajah's Vow, regia di George Melford – cortometraggio (1914)
- The Bond Eternal, regia di George Melford – cortometraggio (1914)
- The Primitive Instinct, regia di George H. Melford – cortometraggio (1914)
- The King of Chance – cortometraggio (1914)
- The Potter and the Clay, regia di George Melford – cortometraggio (1914)
- Micky Flynn's Escapade, regia di G.W. Melford – cortometraggio (1914)
- The Prison Stain, regia di George Melford – cortometraggio (1914)
- The Smugglers of Lone Isle, regia di George Melford – cortometraggio (1914)
- The Winning Whiskers, regia di Marshall Neilan – cortometraggio (1914)
- The Fatal Opal, regia di George Melford – cortometraggio (1914)
- The Derelict, regia di George Melford – cortometraggio (1914)

### 1915
- The Waitress and the Boobs – cortometraggio (1915)
- A Boob for Luck, regia di Chance E. Ward (Chance Ward) – cortometraggio (1915)
- Cooky's Adventure, regia di Chance Ward (as Chance E. Ward) – cortometraggio (1915)
- The Tragedy of Bear Mountain – cortometraggio (1915)
- Fanciulla detective (The Girl Detective), regia di James W. Horne - serial (1915)
- The Cause of It All, regia di Chance Ward (as Chance E. Ward) – cortometraggio (1915)
- The Insurance Nightmare, regia di Chance Ward (as Chance E. Ward) – cortometraggio (1915)
- Ham at the Garbage Gentleman's Ball, regia di Chance Ward – cortometraggio (1915)
- Ham Among the Redskins – cortometraggio (1915)
- Ham in a Harem, regia di Chance E. Ward (Chance Ward) – cortometraggio (1915)
- Ham's Harrowing Duel, regia di Chance E. Ward (Chance Ward) – cortometraggio (1915)
- The 'Pollywogs' Picnic, regia di Chance E. Ward (Chance Ward) – cortometraggio (1915)
- Lotta Coin's Gold, regia di Chance E. Ward (Chance Ward) – cortometraggio (1915)
- The Phoney Cannibal, regia di Chance E. Ward (Chance Ward) – cortometraggio (1915)
- The Clairvoyant Swindlers, regia di James W. Horne (1915)
- The Closed Door, regia di James W. Horne – cortometraggio (1915)
- The Figure in Black, regia di James W. Horne – cortometraggio (1915)
- The Secret Well, regia di James W. Horne – cortometraggio (1915)
- The Money Leeches, regia di James W. Horne – cortometraggio (1915)
- The Vanishing Vases, regia di James W. Horne – cortometraggio (1915)
- The Vivisectionist
- The Accomplice, regia di James W. Horne (1915)
- The Frame-Up, regia di James W. Horne – cortometraggio (1915)
- The Straight and Narrow Path, regia di James W. Horne – cortometraggio (1915)
- The Strangler’s Cord, regia di James W. Horne – cortometraggio (1915)
- Mysteries of the Grand Hotel, regia di James W. Horne - serial (1915)
- The Disappearing Necklace, regia di James W. Horne – cortometraggio (1915)
- The Secret Code, regia di James W. Horne – cortometraggio (1915)
- The Riddle of the Rings, regia di James W. Horne – cortometraggio (1915)
- The Substituted Jewel, regia di James W. Horne – cortometraggio (1915)
- The Barnstormers, regia di James W. Horne – cortometraggio (1915)
- A Double Identity, regia di James W. Horne – cortometraggio (1915)
- The False Clue, regia di James W. Horne – cortometraggio (1915)
- When Thieves Fall Out, regia di James W. Horne – cortometraggio (1915)
- Under Oath, regia di James W. Horne – cortometraggio (1915)
- The Wolf's Prey
- The Man on Watch
- The Man in Irons, regia di James W. Horne – cortometraggio (1915)
- The Dream Seekers, regia di James W. Horne – cortometraggio (1915)
- The Pitfall, regia di James W. Horne (1915)
- Stingaree, regia di James W. Horne - serial (1915)
- An Enemy of Mankind, regia di James W. Horne – cortometraggio (1915)
- A Voice in the Wilderness, regia di James W. Horne – cortometraggio (1915)
- The Black Hole of Glenrenald, regia di James W. Horne – cortometraggio (1915)
- To the Vile Dust, regia di James W. Horne – cortometraggio (1915)
- A Bushranger at Bay, regia di James W. Horne – cortometraggio (1915)
- The Taking of Stingaree, regia di James W. Horne – cortometraggio (1915)

### 1916
- The Honor of the Road, regia di James W. Horne – cortometraggio (1916)
- The Purification of Mulfers, regia di James W. Horne – cortometraggio (1916)
- The Duel in the Desert, regia di James W. Horne – cortometraggio (1916)
- The Villain Worshipper, regia di James W. Horne – cortometraggio (1916)
- The Moth and the Star, regia di James W. Horne – cortometraggio (1916)
- The Darkest Hour, regia di James W. Horne – cortometraggio (1916)
- The Social Pirates, regia di James W. Horne - serial (1916)
- The Little Monte Carlo, regia di James W. Horne – cortometraggio (1916)
- The Corsican Sisters, regia di James W. Horne – cortometraggio (1916)
- The Parasite, regia di James W. Horne – cortometraggio (1916)
- The War of Wits, regia di James W. Horne – cortometraggio (1916)
- The Millionaire Plunger, regia di James W. Horne – cortometraggio (1916)
- The Master Swindlers, regia di James W. Horne – cortometraggio (1916)
- The Rogue's Nemesis, regia di James W. Horne – cortometraggio (1916)
- Sauce for the Gander, regia di James W. Horne – cortometraggio (1916)
- The Missing Millionaire, regia di James W. Horne – cortometraggio (1916)
- Unmasking a Rascal, regia di James W. Horne – cortometraggio (1916)
- The Fangs of the Tattler, regia di James W. Horne – cortometraggio (1916)
- The Disappearance of Helen Mintern, regia di James W. Horne – cortometraggio (1916)
- In the Service of the State, regia di James W. Horne – cortometraggio (1916)
- The Music Swindlers, regia di James W. Horne – cortometraggio (1916)
- Black Magic, regia di James W. Horne – cortometraggio (1916)
- The Girl from Frisco, regia di James W. Horne - serial (1916)
- The Fighting Heiress, regia di James W. Horne (1916)
- The Turquoise Mine Conspiracy, regia di James W. Horne (1916)
- The Oil Field Plot, regia di James W. Horne (1916)
- Tigers Unchained, regia di James W. Horne (1916)
- The Ore Plunderers, regia di James W. Horne (1916)
- The Treasure of Cibola, regia di James W. Horne (1916)
- The Gun Runners, regia di James W. Horne (1916)
- A Battle in the Dark, regia di James W. Horne – cortometraggio (1916)
- The Web of Guilt, regia di James W. Horne – cortometraggio (1916)
- The Reformation of Dog Hole, regia di James W. Horne – cortometraggio (1916)
- The Yellow Hand, regia di James W. Horne – cortometraggio (1916)
- The Harvest of Gold, regia di James W. Horne – cortometraggio (1916)
- The Son of Cain , regia di James W. Horne – cortometraggio (1916)
- The Witch of the Dark House, regia di James W. Horne – cortometraggio (1916)
- The Mystery of the Brass Bound Chest, regia di James W. Horne – cortometraggio (1916)
- The Fight for Paradise Valley, regia di James W. Horne – cortometraggio (1916)
- Border Wolves, regia di James W. Horne – cortometraggio (1916)
- The Poisoned Dart, regia di James W. Horne – cortometraggio (1916)
- The Stain of Chuckawalla, regia di James W. Horne – cortometraggio (1916)
- On the Brink of War, regia di James W. Horne – cortometraggio (1916)

### 1917
- The False Prophet, regia di James W. Horne – cortometraggio (1917)
- The Resurrection of Gold Bar, regia di James W. Horne – cortometraggio (1917)
- The Homesteaders' Feud, regia di James W. Horne – cortometraggio (1917)
- The Wolf of Los Alamos, regia di James W. Horne – cortometraggio (1917)
- The Dominion of Fernandez, regia di James W. Horne – cortometraggio (1917)
- The Phantom Mine, regia di James W. Horne – cortometraggio (1917)
- The Black Rider of Tasajara, regia di James W. Horne – cortometraggio (1917)
- The Fate of Juan Garcia – cortometraggio (1917)
- The Lost Legion of the Border, regia di James W. Horne – cortometraggio (1917)
- The Skeleton Canyon Raid – cortometraggio (1917)
- The Vulture of Skull Mountain – cortometraggio (1917)
- The Tyrant of Chiracahua – cortometraggio (1917)
- The Secret of Lost Valley, regia di James W. Horne – cortometraggio (1917)
- The Trapping of Two-Bit Tuttle – cortometraggio (1917)
- The Vanished Line Rider – cortometraggio (1917)
- The Man Hunt at San Remo, regia di James W. Horne – cortometraggio (1917)
- The Pot o' Gold, regia di James W. Horne – cortometraggio (1917)
- The Further Adventures of Stingaree, regia di Paul Hurst - serial (1917)
- The Door in the Mountain, regia di James W. Horne – cortometraggio (1917)
- Sagebrush Law, regia di James W. Horne – cortometraggio (1917)
- The Man from Tia Juana, regia di James W. Horne – cortometraggio (1917)
- The Golden Eagle Trail, regia di James W. Horne – cortometraggio (1917)
- The Ghost of the Desert, regia di James W. Horne – cortometraggio (1917)
- Whirlwind of Whiskers, regia di Alfred Santell – cortometraggio (1917)

### 1918
- The City of Dim Faces, regia di George Melford (1918)
- His Birthright, regia di William Worthington (1918)
- The Vanity Pool, regia di Ida May Park (1918)

### 1919
- Bonds of Honor, regia di William Worthington (1919)
- The Gray Wolf's Ghost, regia di Park Frame, Joseph Franz (1919)

### 1920
- Thunderbolt Jack, regia di Francis Ford e Murdock MacQuarrie (1920)

### 1921
- The Sheriff of Hope Eternal, regia di Ben F. Wilson (come Ben Wilson) (1921)
- Dead or Alive, regia di Dell Henderson (1921)
- The Broken Spur, regia di Ben F. Wilson (1921)
- Hills of Hate, regia di Ben F. Wilson (come Ben Wilson) (1921)

### 1922
- Riders of the Law, regia di Robert North Bradbury (1922)

### 1923
- The Forbidden Trail, regia di Robert N. Bradbury (1923)
- Wolf Tracks
- Good Men and Bad, regia di Merrill McCormick (1923)

### 1924
- Behind Two Guns, regia di Robert N. Bradbury (1924)
- The Hellion, regia di Bruce M. Mitchell (1924)
- The Measure of a Man, regia di Arthur Rosson (1924)

### 1925/1926
- A Roaring Adventure, regia di Clifford S. Smith (1925)
- The Red Rider, regia di Clifford Smith (1925)
- The Wild Horse Stampede, regia di Albert Rogell (1926)

### 1927
- Rough and Ready, regia di Albert S. Rogell (1927)
- Men of Daring, regia di Albert S. Rogell (1927)
- The Fighting Three, regia di Albert S. Rogell (1927)
- The Harvester, regia di James Leo Meehan (1927)

### 1928/1929
- A Son of the Desert, regia di Merrill McCormick (come William Merrill McCormick) (1928)
- Come and Get It!, regia di Wallace Fox (1929)